# Якименко, Николай Петрович
Николай Петрович Якименко  — фельдфебель Русской императорской армии. Герой Китайского похода 1900—1901 гг. Полный Георгиевский кавалер.

## Биография
Родился в крестьянской семье. Фельдфебель 7-й роты 10-го Восточно-Сибирского стрелкового полка.
Участник Китайского похода 1900—1901 гг., отличился при штурме г. Пекина .
1 августа, при попытке российских войск прорваться через городские ворота в столицу Поднебесной, были ранены командир 7-й роты штабс-капитан Ярослав Горский и второй офицер роты подпоручик Пиуновский. Фельдфебель Н. Якименко, под жестоким перекрестным огнём с крепостных стен города, принял командование ротой на себя. В том же бою получил ранение, но сумел организовать эвакуацию с поля боя других раненых, вывел роту из-под огня, спас артиллерийское орудие. За это был награждён Георгиевским крестом 1-го класса.
За героизм при взятии китайского города Тяньцзиня 1 июля 1900 года награждён вторым Георгиевским крестом — 3-го класса.
За храбрость, проявленную при перестрелке с китайскими войсками 4 июня того же года, награждён третьим Георгиевским крестом — 4-го класса.
В 1903 году был уволен в запас и уехал на родину в Херсонскую губернию. Дальнейшая судьба героя — неизвестна.